# 查默斯联合教会
查默斯联合教会（Chalmers United Church）是一座加拿大联合教会的教堂，位于加拿大安大略省金斯顿的教士街（Clergy Street）、巴里街（Barrie street）和伯爵街（Earl street）交界处的一块三角形土地，女王大学（Queen's University）东北角。它是沿着600米的教士街的四座教堂之一，另外三座是圣母无原罪主教座堂（St. Mary's Cathedral）、长老会圣安德烈堂（St Andrew's Presbyterian Church）和女王街联合教会（Queen Street United Church）。该堂以托马斯·查默斯命名。

## 历史
该建筑建于1890年，原名查默斯自由长老会教堂（The Chalmers Free Presbyterian Church）。1925年加拿大联合教会成立后改为现名.